# Scytodes lanceolata
Scytodes lanceolata là một loài nhện trong họ Scytodidae.
Loài này thuộc chi Scytodes. Scytodes lanceolata được William Frederick Purcell miêu tả năm 1904.